# Richard Ellis (polític)
Richard Ellis (1781 – 20 de desembre de 1846) va ser un amo de plantació, polític, i jutge al Quart Circuit de la Cort d'Alabama estatunidenc. Va ser el president de la Convenció de 1836 que va declarar la independència de Texas de Mèxic, va signar la Declaració d'Independència de Texas, i més tard va servir en la legislatura de la República de Texas.
El Comtat d'Ellis a Texas, té el seu nom.